# Andrija Delibašić
Andrija Delibašić (Nikšić, 24 aprile 1981 – Podgorica, 19 marzo 2025) è stato un calciatore e allenatore di calcio montenegrino e precedentemente jugoslavo nonché serbo-montenegrino, di ruolo attaccante.

## Caratteristiche tecniche
Può giocare come prima o come seconda punta.

## Carriera

### Club

#### Partizan
Debutta nel calcio professionistico con il Partizan nel 1999, collezionando 38 gol in 87 partite, e la vittoria di due campionati di Serbia e Montenegro (2002 e 2003) e di una Coppa di Jugoslavia (2001).
Il 15 dicembre 1999 mette a segno la sua prima rete con la maglia del Partizan contro il Radnički Niš (5-2). Il 3 maggio del 2000, alla trentottesima giornata, realizza la sua seconda ed ultima marcatura stagionale.
Nella stagione seguente Delibašić si sblocca dopo nove giornate contro lo Zeta (4-1). Il 7 novembre firma una marcatura nello 0-5 contro il Mladost Univerzal Luks Lukicevo in Kup Srbije. Il 2 dicembre realizza una doppietta contro l'Hajduk Kula (4-0). Si ripete il 6 aprile siglando due reti al Milicionar (1-2); cinque giorni dopo va a segno nella semifinale di Coppa contro l'Obilić (2-5) e il 9 giugno segna due gol al Čukarički Stankom (2-3). A fine stagione si piazza al dodicesimo posto tra i marcatori con 15 realizzazioni. Gioca la finale di Coppa contro la Stella Rossa, vinta per 1-0.
Nell'annata 2001-2002 Delibašić segna 9 gol in 15 incontri vincendo il campionato. In Coppa dopo aver segnato contro l'AIK Bačka Topola (0-3) non basta la sua rete contro lo Železnik (1-1, 4-3 ai rigori) ad evitare l'eliminazione al Partizan. Esordisce in Europa giocando in Coppa UEFA contro il Santa Coloma, ai quali segna anche una rete (7-1).
Nel 2002-2003 sigla 12 marcature in 30 giornate di campionato, vincendo il primo titolo serbo-montenegrino: in quest'annata esordisce in Champions League giocando contro il Bayern Monaco (3-1). Il Partizan, eliminato dalla massima competizione continentale viene retrocesso in Coppa UEFA dove Delibašić firma una rete contro lo Sporting Lisbona sia all'andata (1-3) sia al ritorno (3-3).
Nella prima parte della stagione 2003-2004 realizza 10 reti in 13 incontri di campionato segnando 3 gol anche in Champions League contro Porto e Olympique Marsiglia.

#### Le esperienze iberiche e l'AEK Atene
Le prestazioni di Delibašić vengono notate dal Mallorca che nel gennaio del 2004 lo acquista dal Partizan. Il 24 dello stesso mese realizza la sua prima rete contro il Real Zaragoza (1-3). Gioca 17 partite di Liga e segna 4 reti. La stagione seguente esordisce contro il Real Madrid (0-1) segnando la sua prima rete stagionale alla terza giornata contro il Málaga (2-1). Nel gennaio del 2005, dopo 12 presenze e 3 gol, viene ceduto in prestito al Benfica. Arrivato a Lisbona l'attaccante serbo-montenegrino dichiara: 
Sotto la guida dell'esperto Giovanni Trapattoni, Delibašić debutta il 6 febbraio del 2005 contro l'Académica Coimbra (3-0). Colleziona soltanto 3 presenze, ma nonostante ciò è nella rosa vincitrice del campionato portoghese 2004-2005. Il Mallorca decide di cederlo nuovamente in prestito, questa volta allo Sporting Braga. A Braga esordisce contro l'União Leiria (0-1) e segna la sua prima rete contro il Vitória Guimarães (0-2) Chiude la stagione con 10 gettoni e 4 marcature.
Nel 2006 si trasferisce, sempre in prestito, in Grecia, all'AEK Atene: il 26 agosto esordisce e realizza la sua unica rete in 10 partite, contro l'OFI Creta (1-1). In Grecia trova spazio anche in Europa riuscendo ad esordire contro il Milan in Champions (3-0).
Il 30 gennaio 2007, scaduto il contratto con i greci, il Mallorca lo rimanda in Portogallo, al Beira-Mar, dove mette nuovamente a segno un solo gol in 11 partite. Il 4 febbraio del 2007 esordisce titolare contro l'União Leiria (1-0) e realizza un solo gol contro il Benfica, sua ex squadra (2-2).

#### In Spagna
Nell'estate del 2007 passa al Real Sociedad, in Segunda División. Delibašić debutta alla prima giornata, persa 0-2 contro il Castellón. Il montenegrino si sblocca dopo 13 partite andando a segno contro il Gimnàstic (1-1). A fine stagione totalizza 6 gol in 32 incontri di campionato.
L'Hércules lo preleva a titolo definitivo dal Mallorca. Debutta al primo turno realizzando una doppietta al Córdoba (0-3). Sigla un'altra doppietta contro il Tenerife (3-1). A fine stagione conta 11 reti in 31 sfide. Nella seconda stagione esordisce titolare alla prima giornata di campionato contro il Castellón (0-0) e alla sesta giornata Delibašić firma una tripletta contro l'Elche (3-0). Conclude l'annata con 10 gol in 34 partite, l'Hercules conquista la promozione nella Liga ma Delibašić si trasferisce al Rayo Vallecano.
Esordisce il 29 agosto del 2010 contro il Numancia (2-3) e segna la sua prima rete contro il Cartagena (3-1). A giugno 2011 vanta 7 reti in 30 incontri, contribuendo alla promozione nella Liga. Dopo aver iniziato la stagione 2011-2012 esordendo nella Liga contro l'Athletic Bilbao (1-1) realizza l'unico gol in campionato il Levante (3-5) e una rete in Coppa sul Racing Santander (4-3). Nell'annata seguente Delibašić debutta contro il Granada (1-0) segnando una doppietta all'Atlético Madrid (4-3). Segna 6 gol in 31 partite di campionato e al termine della stagione viene svincolato dalla società Rayo Vallecano.

### Nazionale
Il 22 settembre del 1997 ha esordito nelle qualificazioni del campionato europeo Under-16 giocando per la Jugoslavia contro l'Armenia (3-0).
Il 23 marzo del 2001 realizza una doppietta alla Svizzera Under-21 (3-3).
Ha fatto parte della nazionale serbo-montenegrina Under-21 giunta seconda al campionato europeo 2004, e con cui ha anche partecipato alle Olimpiadi del 2004.
In seguito all'indipendenza del Montenegro ha scelto di giocare nella nazionale del neonato Paese, debuttandovi nel 2009. L'11 settembre 2012 realizza una doppietta contro la nazionale di San Marino. Si ripete il 14 novembre con un'altra doppietta ai danni della stessa nazionale.

## Statistiche

### Cronologia presenze e reti in nazionale
| Cronologia completa delle presenze e delle reti in nazionale ― Montenegro | Cronologia completa delle presenze e delle reti in nazionale ― Montenegro | Cronologia completa delle presenze e delle reti in nazionale ― Montenegro | Cronologia completa delle presenze e delle reti in nazionale ― Montenegro | Cronologia completa delle presenze e delle reti in nazionale ― Montenegro | Cronologia completa delle presenze e delle reti in nazionale ― Montenegro | Cronologia completa delle presenze e delle reti in nazionale ― Montenegro | Cronologia completa delle presenze e delle reti in nazionale ― Montenegro |
| Data                                                                      | Città                                                                     | In casa                                                                   | Risultato                                                                 | Ospiti                                                                    | Competizione                                                              | Reti                                                                      | Note                                                                      |
| ------------------------------------------------------------------------- | ------------------------------------------------------------------------- | ------------------------------------------------------------------------- | ------------------------------------------------------------------------- | ------------------------------------------------------------------------- | ------------------------------------------------------------------------- | ------------------------------------------------------------------------- | ------------------------------------------------------------------------- |
| 10-10-2009                                                                | Podgorica                                                                 | Montenegro                                                                | 2 – 1                                                                     | Georgia                                                                   | Qual. Mondiali 2010                                                       | 1                                                                         | 61’ 78’                                                                   |
| 14-10-2009                                                                | Dublino                                                                   | Irlanda                                                                   | 0 – 0                                                                     | Montenegro                                                                | Qual. Mondiali 2010                                                       | -                                                                         | 69’                                                                       |
| 3-3-2010                                                                  | Skopje                                                                    | Macedonia                                                                 | 2 – 1                                                                     | Montenegro                                                                | Amichevole                                                                | -                                                                         | 60’                                                                       |
| 25-5-2010                                                                 | Podgorica                                                                 | Montenegro                                                                | 0 – 1                                                                     | Albania                                                                   | Amichevole                                                                | -                                                                         | 74’                                                                       |
| 29-5-2010                                                                 | Oslo                                                                      | Norvegia                                                                  | 2 – 1                                                                     | Montenegro                                                                | Amichevole                                                                | -                                                                         | 59’                                                                       |
| 11-8-2010                                                                 | Podgorica                                                                 | Montenegro                                                                | 2 – 0                                                                     | Irlanda del Nord                                                          | Amichevole                                                                | -                                                                         | 78’                                                                       |
| 12-10-2010                                                                | Londra                                                                    | Inghilterra                                                               | 0 – 0                                                                     | Montenegro                                                                | Qual. Euro 2012                                                           | -                                                                         | 77’                                                                       |
| 25-3-2011                                                                 | Podgorica                                                                 | Montenegro                                                                | 1 – 0                                                                     | Uzbekistan                                                                | Amichevole                                                                | -                                                                         | 72’                                                                       |
| 10-8-2011                                                                 | Scutari                                                                   | Albania                                                                   | 3 – 2                                                                     | Montenegro                                                                | Amichevole                                                                | -                                                                         | 68’                                                                       |
| 2-9-2011                                                                  | Cardiff                                                                   | Galles                                                                    | 2 – 1                                                                     | Montenegro                                                                | Qual. Euro 2012                                                           | -                                                                         | 78’                                                                       |
| 7-10-2011                                                                 | Podgorica                                                                 | Montenegro                                                                | 2 – 2                                                                     | Inghilterra                                                               | Qual. Euro 2012                                                           | 1                                                                         | 80’ 90+2’                                                                 |
| 11-10-2011                                                                | Basilea                                                                   | Svizzera                                                                  | 2 – 0                                                                     | Montenegro                                                                | Qual. Euro 2012                                                           | -                                                                         | 67’                                                                       |
| 11-11-2011                                                                | Praga                                                                     | Rep. Ceca                                                                 | 2 – 0                                                                     | Montenegro                                                                | Qual. Euro 2012                                                           | -                                                                         | 89’                                                                       |
| 15-11-2011                                                                | Podgorica                                                                 | Montenegro                                                                | 0 – 1                                                                     | Rep. Ceca                                                                 | Qual. Euro 2012                                                           | -                                                                         | 57’                                                                       |
| 29-2-2012                                                                 | Podgorica                                                                 | Montenegro                                                                | 2 – 1                                                                     | Islanda                                                                   | Amichevole                                                                | -                                                                         | 64’                                                                       |
| 25-5-2012                                                                 | Bruxelles                                                                 | Belgio                                                                    | 2 – 2                                                                     | Montenegro                                                                | Amichevole                                                                | -                                                                         | 46’                                                                       |
| 15-8-2012                                                                 | Podgorica                                                                 | Montenegro                                                                | 2 – 0                                                                     | Lettonia                                                                  | Amichevole                                                                | -                                                                         | 65’                                                                       |
| 11-9-2012                                                                 | Serravalle                                                                | San Marino                                                                | 0 – 6                                                                     | Montenegro                                                                | Qual. Mondiali 2014                                                       | 2                                                                         | 66’                                                                       |
| 14-11-2012                                                                | Podgorica                                                                 | Montenegro                                                                | 3 – 0                                                                     | San Marino                                                                | Qual. Mondiali 2014                                                       | 2                                                                         |                                                                           |
| 26-3-2013                                                                 | Podgorica                                                                 | Montenegro                                                                | 1 – 1                                                                     | Inghilterra                                                               | Qual. Mondiali 2014                                                       | -                                                                         | 75’ 90+2’                                                                 |
| 7-6-2013                                                                  | Podgorica                                                                 | Montenegro                                                                | 0 – 4                                                                     | Ucraina                                                                   | Qual. Mondiali 2014                                                       | -                                                                         | 62’                                                                       |
| Totale                                                                    |                                                                           | Presenze                                                                  | 21                                                                        |                                                                           | Reti                                                                      | 6                                                                         |                                                                           |

## Palmarès

### Club
- Coppa di Jugoslavia: 1

Partizan: 2000-2001
- Campionato serbo: 1

Partizan: 2001-2002
- Campionato serbomontenegrino: 1

Partizan: 2002-2003
- Campionato portoghese: 1

Benfica: 2004-2005